# Metropolitanato de Rodópolis

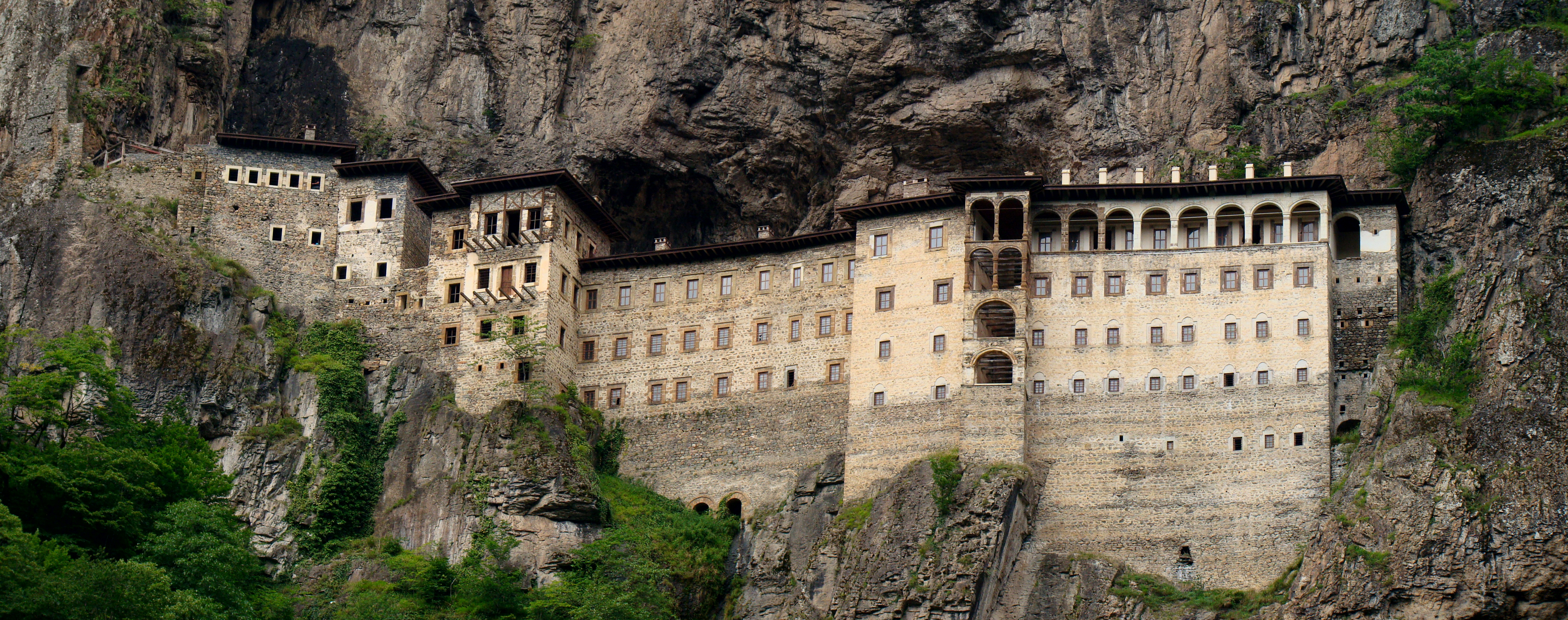
Primer plano del monasterio de Sumela, visto a través del valle.

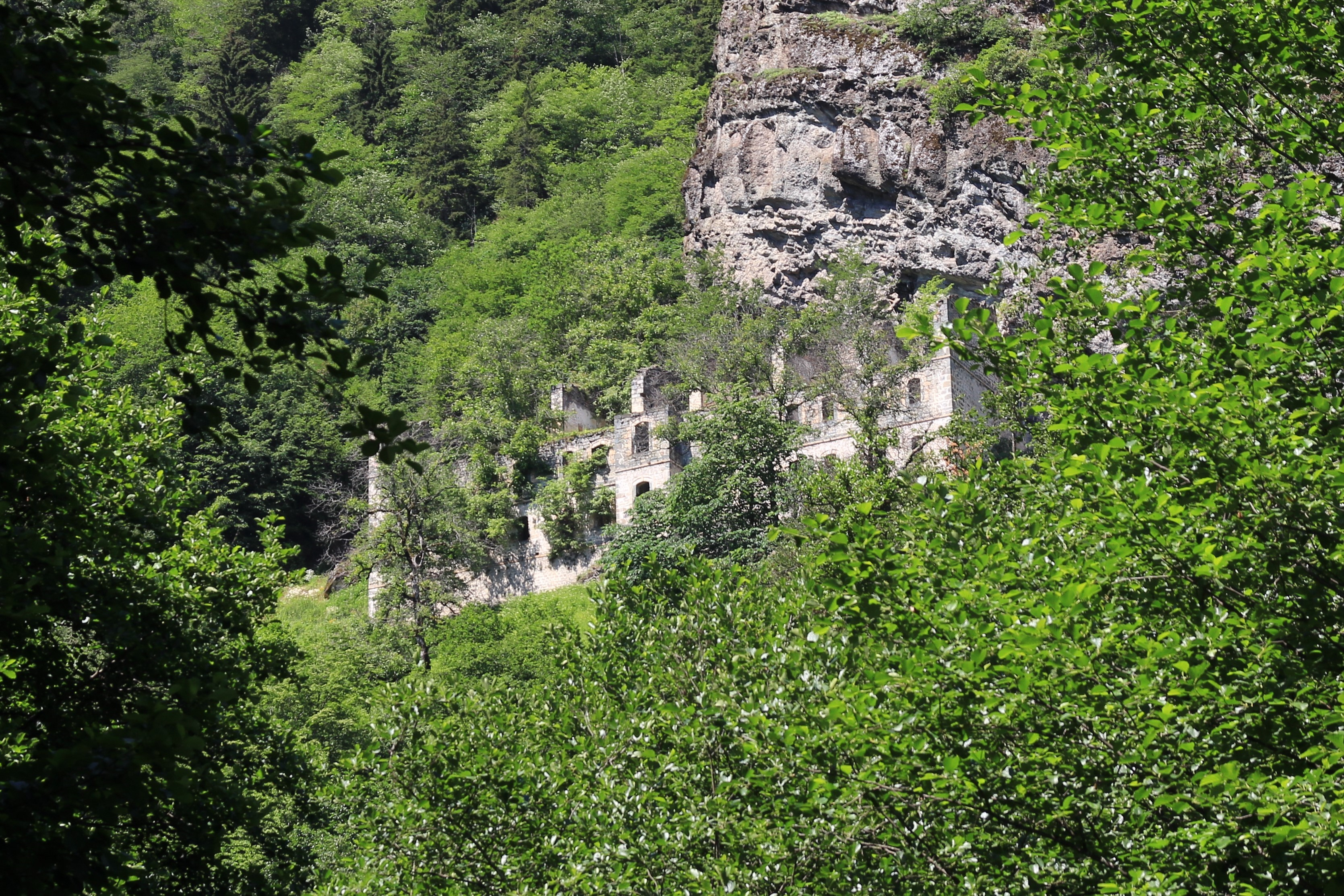
Edificio principal del monasterio de Vazelon (julio de 2014).

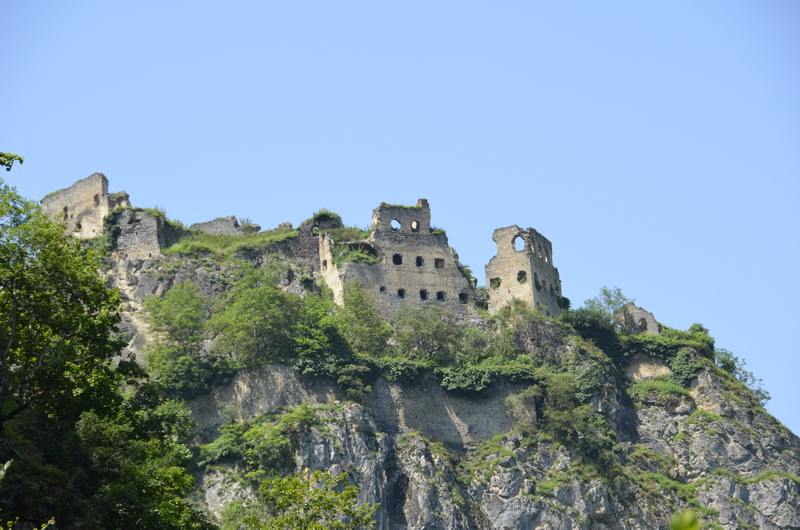
Monasterio de Kuştul.

El metropolitanato de Rodópolis (en griego: Ιερά Μητρόπολη Ροδοπόλεως) es una diócesis vacante de la Iglesia ortodoxa perteneciente al patriarcado de Constantinopla, cuya sede estaba en Dikaiosimon (la actual Maçka) en Turquía. Su titular llevaba el título de metropolitano de Rodópolis, el más honorable ('hipertimos') y exarca de Lázica (en griego: Ο Ροδοπόλεως, υπέρτιμος και έξαρχος Λαζικής). Es una antigua sede metropolitana de la diócesis civil del Ponto y en el patriarcado de Constantinopla.

## Territorio
El territorio del metropolitanato se encuentra en la provincia de Trebisonda. El área del metropolitanato limita al norte y al este con el metropolitanato de Trapezus; y al sur y al oeste con el metropolitanato de Caldia, Cheriana y Céraso.

## Historia
La ciudad de Rodópolis (la actual Vartsikhe en Georgia) junto con el resto de la provincia de Lázica fue capturada por los romano-bizantinos entre 549-556 y perdida a manos de los árabes circa 700. Rodópolis era una diócesis sufragánea del metropolitanato de Fasis en el siglo VI. En los documentos oficiales del patriarcado de Constantinopla, aparece solo en la Notitia Episcopatuum del pseudo-Epifanio, compuesta durante el reinado del emperador Heraclio I (circa 640). Ninguno de sus obispos es conocido. 
La diócesis de Rodópolis desapareció luego de la conquista árabe, lo mismo que Fasis. Sus territorios fueron anexados al metropolitanato de Trapezus en el siglo IX. A consecuencia de la pérdida de la provincia, parte de la población de Lázica emigró a la zona bizantina de Trebisonda, área que comenzó a ser conocida como Lázica. 
En las montañas cercanas a Maçka en Trebisonda existían tres monasterios griegos: el monasterio de Vazelon (en turco Vazelon Manastırı), el monasterio de Sumela (en turco Sümela Manastırı) y el monasterio de Peristereota (en turco Kuştul Manastırı). Vazelon fue fundado en 270, Sumela en 386 y Peristereota en 752. En 490 el área fue ocupada por los persas, que asesinaron a los 400 residentes del monasterio de Vazelon. Al establecerse el Imperio latino de Constantinopla en 1204, el área pasó al Imperio de Trebisonda, que les otorgó un amplio grado de autonomía eclesiástica incluyendo el señorío sobre las villas cercanas, excepto al monasterio de Peristereota que fue abandonado entre 1203 y 1398. En 1461 los monasterios fueron incorporados al Imperio otomano. El sultán Mehmed II confirmó la autonomía de los monasterios y cada uno se volvió un exarcado patriarcal. 
En mayo de 1863 los tres exarcados patriarcales fueron unidos creándose la arquidiócesis autocéfala de Rodópolis, nombre que se dio en recuerdo de la antigua ciudad de Lázica. El 7 de septiembre de 1767 la arquidiócesis fue abolida y los tres exarcados patriarcales fueron restablecidos. En octubre de 1902 fueron combinados de nuevo para formar el metropolitanato de Rodópolis con sede en Maçka.
El área fue ocupada por Rusia en julio de 1916, que la abandonó el 15 de febrero de 1918. Entre enero y noviembre de 1920 el área del metropolitanato fue parte de la República del Ponto, pero fue ocupada de nuevo por los turcos. En 1922 el monasterio de Vazelon fue totalmente destruido, dejándolo en su estado actual ruinoso. Tras el Tratado de Lausana de 1923, para poner fin a la guerra greco-turca, se implementó un intercambio de poblaciones entre Grecia y Turquía que condujo a la extinción completa de la presencia cristiana ortodoxa en el territorio del metropolitanato de Rodópolis. El monasterio de Peristereota fue abandonado y saqueado, quedando en ruinas, mientras que en 1930 un incendio destruyó las construcciones de madera de Sumela, que también fue saqueado. 
El 15 de agosto de 2010 la divina liturgia ortodoxa fue permitida en el monasterio luego de 88 años, encabezada por el patriarca Bartolomé I. Un pase especial del patriarcado de Constantinopla es requerido para visitar el monasterio en la fiesta en la que se permite la liturgia el 15 de agosto, día de la dormición de los Theotokos. Solo 450 a 500 personas son permitidas dentro del monasterio para esa liturgia. El lugar ubicado dentro del parque nacional del Valle de Altındere se transformó en un centro de visitas de griegos y rusos. El 22 de septiembre de 2015 el monasterio fue cerrado por las autoridades turcas para realizar trabajos de restauración, sin que se haya reabierto posteriormente.

## Cronología de los obispos
- Genadio † (3 de junio de 1863-7 de septiembre de 1867 suspendido)
  - Sede vacante (1867-1902)
- Gervasio † (16 de noviembre de 1902-10 de octubre de 1906) (trasladado al metropolitanato de Korytsa)
- Leoncio † (10 de octubre de 1906-22 de septiembre de 1909 suspendido)
- Cirilo † (22 de septiembre de 1909-11 de enero de 1944 falleció)
  - Sede vacante (1944-1954)
- Jerónimo † (5 de agosto de 1954-17 de noviembre de 2005 falleció)
- Tarasio Antonópulos (desde el 29 de noviembre de 2019)